# Hvv switch
hvv switch bezeichnet ein multimodales Verkehrskonzept zur Vernetzung unterschiedlicher öffentlich zugänglicher Verkehrsmittel in Hamburg innerhalb einer Mobile App. Das Konzept beabsichtigt einen nahtlosen Übergang zwischen verschiedenen Verkehrsmitteln und soll einen einfachen Ticketkauf des Hamburger Verkehrsverbunds ermöglichen.
Die Anwendung ist kostenfrei über den Play Store von Google und den App Store von Apple zu beziehen. Die Applikation wurde bis September 2023 über eine Million Mal heruntergeladen.

## Konzept

### Angebot
Zum jetzigen Zeitpunkt sind neben den Angeboten vom hvv auch andere Anbieter in die App integriert. Die Carsharing-Anbieter Sixt Share, Miles und Free2move, der Ridepooling-Dienst MOIA und die E-Scooter-Verleihanbieter Tier und voi bilden ein breites Angebot. Auch das Ticket-System hvv Any ist in der App von hvv switch, ebenso wie das seit Mai 2023 verfügbare Deutschlandticket erhältlich.
An 200 sogenannten hvv switch Punkten wird hvv switch bereits zur Verfügung gestellt. Meist an U- und S-Bahnstationen, inzwischen auch häufiger an anderen Standorten. Zu jedem hvv switch Punkt gehören mindestens zwei Sonderparkplätze für Carsharing-Fahrzeuge, zusätzlich wird je nach Lage auf Umstiegsmöglichkeiten für Bus, U-Bahn, S-Bahn, Bikesharing (StadtRAD Hamburg), Bike+Ride, Park+Ride und den Zugriff auf Elektro-Ladesäulen hingewiesen.

### Applikation
Durch ein einfaches Swipe-System (englisch swipe ‚streifen, durchziehen‘) kann der Benutzer schnell zwischen den Angeboten der hvv Auskunft, dem Ticketverkauf, sowie den Angeboten von MOIA und den Carsharing- und E-Tretrollerverleihanbietern wechseln.
Als Zahlungsmethoden werden SEPA-Lastschrift, PayPal, Mastercard, Visa, American Express und das arbeitgeberfinanzierte Mobilitätsbudget hvv-m angeboten. Sobald eine Zahlungsmethode hinterlegt wurde, kann diese bei allen Anbietern automatisch angewendet werden. Auch Gutscheine sind verfügbar.
Die Applikation verwendet die von der Hochbahn entwickelte Plattform Mosaic (Mobility and Sales Integration Cluster) als Backend-Service.

### Gebiet
Das von den 200 hvv switch Stationen bediente Gebiet beschränkt sich vor allem auf die zentral gelegene Stadtteile, die südlichen Stadtteile des Bezirks Hamburg-Nord und den Bereich zwischen der Alster und der A7. Auch das umliegende Gebiet des Stadtteils Hamburg-Harburg wird umfassend angebunden. Darüber hinaus existieren einzelne Stationen auch in weiteren Stadtteilen, jedoch nur innerhalb des Gebiets der Hamburger Stadtgrenzen.

## Geschichte

### Vorgängerswitchh
Der Ursprung von hvv switch liegt im Vorgänger switchh. Die Hamburger Hochbahn und der ehemalige Carsharing-Anbieter car2go (heute Share Now) entwickelten ab 2012 als Pilotprojekt ein Konzept, in dem ein einfacher Wechsel zwischen Bus, S- und U-Bahn und Carsharing-Fahrzeug garantiert werden sollte. Ab Oktober 2016 wurden zahlreiche switchh-Punkte eingerichtet, auf denen nur Fahrzeuge der zum damaligen Zeitpunkt integrierten Anbieter Car2Go, Drive Now und Cambio parken durften. Neben insgesamt rund 1500 Carsharing-Fahrzeugen wurden in diesem Zuge auch die 2500 Fahrräder von StadtRAD Hamburg integriert. Der erste switchh-Punkt lag ab Mai 2013 am Bahnhof Berliner Tor.
switchh basierte im Gegensatz zum Nachfolger nicht auf einer eigenen Applikation, sondern wurde mit der HVV-App verknüpft und für 8,90 € im Monat als Abonnement angeboten. Auf einer darin enthaltenen Karte wurden alle zur Ausleihe verfügbaren Angebote angezeigt, eine Buchung dieser konnte jedoch nur in separaten Apps erfolgen.

### Weiterentwicklunghvv switch
Im Juni 2020 wurde das Konzept grundlegend verändert. Neuerungen zeichneten sich durch eine eigene App, neue Anbieter, bessere Verknüpfungen zwischen den verschiedenen Verkehrsmitteln und die Umstrukturierung von der Hochbahn zum hvv aus.
Es wurden im Laufe der Jahre nacheinander verschiedene Anbieter in das System integriert, interne Forderungen müssen diese dabei jedoch beachten.

## Entwicklungsperspektiven
Mittelfristig sollen neben dem Stadtteil Harburg auch andere Stadtteile des Hamburger Südens angebunden werden, beispielsweise Neugraben-Fischbek. Auch an der S-Bahn-Station Veddel soll im Zuge des Projektes Zusammenhub ein weiterer hvv switch-Punkt entstehen, ebenso im Bezirk Bergedorf. Insgesamt sollen bis Ende 2024 222 Punkte zur Verfügung stehen.
Das Ziel von hvv switch ist, den privaten Pkw überflüssig zu machen und für jeden Anlass ein passendes Mobilitätsangebot zur Verfügung zu stellen.

## Kritik
Das Konzept von hvv switch bringt zwar viel positive Resonanz mit sich, bestimmte Punkte werden jedoch vereinzelt kritisiert. Eine Gruppe von Geschäftsleuten in Othmarschen kritisiert unter anderem die Reservierung für zu viele Parkplätze für hvv switch, die die Kundschaft fernhalten würden. Darüber hinaus werden fehlende Zahlungsmöglichkeiten von einzelnen Nutzern der App kritisiert, ebenso wie das Problem, dass man nur für eine Person ein hvv-Ticket kaufen kann und ebenso wenig im Voraus.

## Trivia
- 2023 wurde der größte E-Sharing-Hub Europas am Hamburger Flughafen mit 120 Ladesäulen eröffnet.[23]